# Лома-Прієта (гора)
Лома-Прієта (ісп. Loma Prieta) — гора у Північній Каліфорнії, яка входить і є найвищою точкою гірського хребту Санта-Круз. Знаходиться близько 18 км на захід від міста Морган-Гілл у окрузі Санта-Клара. У 1989 році гора стала епіцентром землетрусу, пізніше названого її ім'ям, Лома Прієта з магнітудою у 6.9 балів.
Довгий час, з 1955 до 2005 року, на горі була розташована телевізійна станція каналу KNTV, зараз відомого як NBC Bay Area.
З 1976 по 1990 рік астроном-любитель Дональд Макгольз збирався на південний схил цієї гори. З цього місця він відкрив три нових комети, які носять його ім'я, в тому числі періодична Комета Макгольза 1 96P/Макгольз, відкрита 12 травня 1986.